# Sílvia Calvó i Armengol
Sílvia Calvó i Armengol   (Andorra la Vella, 15 d'octubre de 1969) és una enginyera i política andorrana. Des del 2015 és ministra de Medi Ambient, Agricultura i Sostenibilitat d'Andorra.
Llicenciada en enginyeria del Medi Ambient per l'Escola Superior d'Enginyers en Medi Ambient de Chambery i màster en Administració d'Empreses Públiques i privades per la Universitat de Niça, va exercir com a directora de medi ambient del govern d'Andorra entre 2002 i 2005 i entre 2009 i 2011, així com consellera per Demòcrates per Andorra entre 2011 i 2015.